# 세르비우스 툴리우스
세르비우스 툴리우스(Servius Tullius)는 전설적인 로마 왕정의 제6대왕(재위 : 기원전 578년 - 기원전 535년)이다. 에트루리아 계의 두번째 왕이 되었다.

## 생애
원래는 노예 출신으로 알려져 있다. 그러나 티투스 리비우스는 그가 노예 출신이었다는 것을 믿지 않았던 것 같다. 어머니는 도시 출신의 에트루리아인이었지만, 고향 도시가 로마인들에게 함락되었고, 왕의 허락으로 왕궁에 사는 것이 허용된 몸이었다고 말했다.
기원전 579년 선대 루키우스 타르키니우스 프리스쿠스의 암살 이후 선왕의 딸을 아내로 삼아 왕이 된다. 세루비우스는 플레브스의 승인 없이 왕위에 취임한 첫 번째 왕으로 왕좌를 차지한 것에는 선왕의 왕비 도움이 컸었다고 말한다. 왕은 그 베이우스를 공략하고, 에트루리아인 도시에 출정한다. 또한 내정으로는 로마의 영역을 확장하였고, 특히 그의 신앙 포르투나와 디아나의 신전을 많이 만들었다. 또한 세루비우스는 로마 왕정의 조직을 크게 변화시켰다. 그는 하층 계급인 플레브스의 지지를 얻고 있었지만, 동시에 그 정책은 기존 세력인 파트리키에게는 인기가 없었다.
기원전 535년, 세르비우스는 자신의 딸과 사위인 리키우스 타르퀴니우스 수페르부스에게 죽었다.

## 같이 보기
- 세르비우스 성벽
- 세르비아누스 성벽